# Pterolophia plurifasciculata
Pterolophia plurifasciculata là một loài bọ cánh cứng trong họ Cerambycidae.